# باول جون ماركس
باول جون ماركس (بالفرنسية: Paul Marx)‏ هو كاهن كاثوليكي فرنسي، ولد في 12 مارس 1935 في موتزيغ في فرنسا، وتوفي في 19 يونيو 2018 بسبب اعتلال عضلة القلب.